# Moiterei
Moiterei ist eine deutsche Oi!-Punkband.

## Geschichte
Moiterei wurde 1995 in Braunschweig von Jens Gödecke (Gesang) und Ecki Vemmer (Gitarre) gegründet. 1998 nahm man in Eigenregie mit geliehenem Equipment im Übungsraum das Debüt-Album Willkommen an Bord auf, das zunächst als Demo-Tape erschien und etwas später im Whiteline-Studio neu abgemischt wurde. Mittlerweile stand Pedder Teumer, Sänger der Deutschpunk-Band Daily Terror, in der auch Ecki Vemmer spielte, der Band als Manager, Berater und Freund zur Seite. 2001 erschien auf dem österreichischen Label DSS Records das zweite Album Manche mögens laut, das weltweit von Cargo Records vertrieben wird. Neben der Punk- und der Oi!-Szene wurde mit dem Rock Hard auch ein Magazin der Metal-Szene auf Moiterei aufmerksam. Das dritte Album Jeder Hund hat seinen Tag wurde 2004 ebenfalls auf DSS / Cargo veröffentlicht, diesmal im Berliner Headquarter/Soundwerk Orange von Peter Oz aufgenommen.

## Diskografie
- 1998: Willkommen an Bord (MC & CD, Eigenproduktion / Skan Productions)
- 2001: Manche mögens laut (CD & LP, DSS Records / Cargo Records)
- 2004: Jeder Hund hat seinen Tag (CD, DSS Records / Cargo Records)
- 2006: Nicht unbesiegbar, aber schwer zu bezwingen (CD, Eigenproduktion)

Außerdem ist die Band auf zahlreichen Kompilationen vertreten (u. a. Die deutsche Punkinvasion, Kampftrinker Stimmungshits, Daily-Ka-Tessen – A Tribute to Daily Terror, Skinheads gegen Rassismus) und es kursieren in der Szene einige Live-Bootlegs der Band.